# Rosalia Messina
Rosalia Messina (Alcamo, 29 febbraio 1976) è un'ex cestista italiana.
Ha giocato in Serie A1 con Alcamo.